# Посольство Испании в Бразилии
Посольство Бразилии в Испании (исп. Embajada de España en Brasil) — дипломатическая миссия Испании в Бразилии, расположена в Бразилиа.

## История
Территория для строительства здания посольства была выделена Бразилией. Само здание было построено в период 1972—1976 годов архитектором Рафаэлем Леозом.

## Архитектурные особенности
Здание является важной архитектурной доминантой в стиле модернизм. Территория, на котором находится здание, представляет собой прямоугольник размером 100 на 250 метров с перепадом высоты в десять метров. На территории имеется пологий склон с диагональной направляющей с севера на юг и обеспечивающий подъездные пути с двух меньших сторон.
Конструкция здания состоит из групп одинаковых шестиугольных модулей (четырёхмерных многогранников) с разной высотой и представляет собой два жилых ядра, соединенных рабочими помещениями. Каждый из модулей предназначен для выполнения определенной функции — резиденция с приемной; канцелярия с культурной зоной; дом посла с шестью комнатами.
С внешней стороны, и во внутренней части здания, находятся дворики с фонтанами, облицованными плиткой, оформленной в мавританском стиле, напоминающую традиционную испанскую архитектуру.
Модули выполнены из бетона, насыщенного красноватого тона, с опорами шестиугольного сечения, выполненными из кованого железа с треугольными кессономами. Крыши плоские с отводом воды посредством горгулий. В стенах сделаны световые люки из янтарного стекла, защищенные снаружи полиэстером. В интерьере преобладает белый цвет. Также, на разной высоте, находятся перголы, бассейн, тротуары, каменные ограждения.

## Смотри также
Посольство Бразилии в Испании